# Dídia Clara
Dídia Clara (fl. 193) foi a filha do imperador romano Dídio Juliano e de sua esposa, Mânlia Escantila.

## Biografia
Não se sabe muito sobre a vida e personalidade de Dídia Clara. 

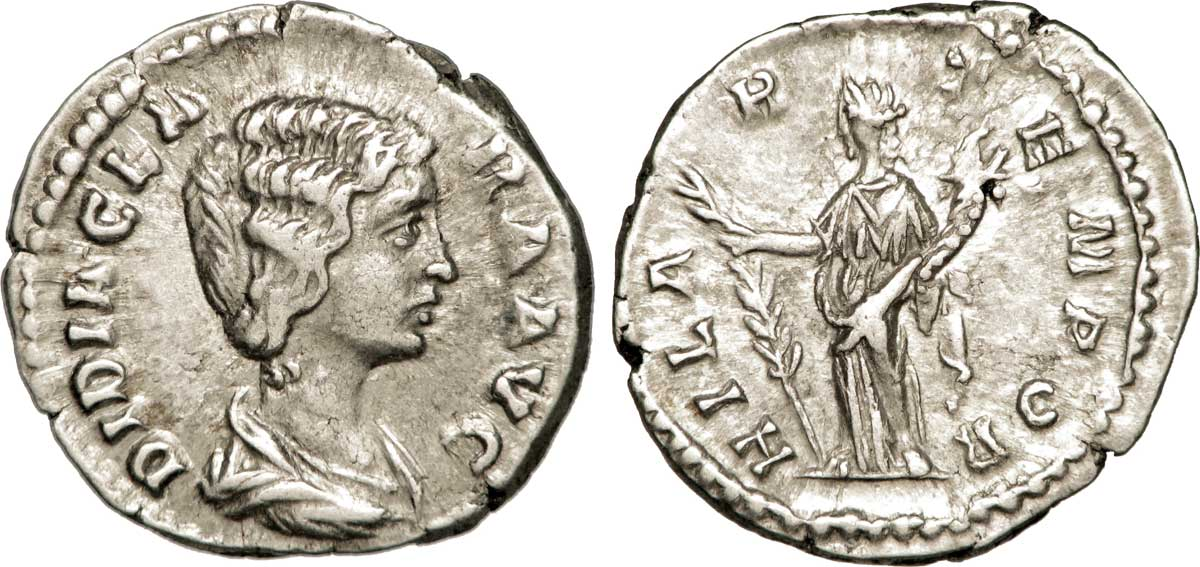
Denário com a imagem de Dídia Clara.

Após Dídio Juliano ter comprado o trono do Império Romano num leilão promovido pela Guarda pretoriana no início do ano de 193, lhe foi concedido o título de Augusto pelo senado. Tanto a filha quanto a esposa dele receberam o título de Augusta, o que era incomum no começo de um novo reinado. O autor da obra História Augusta relata que as duas receberam as honras "com trepidação e relutância como se ambas já previssem uma catástrofe".  Há, no entanto, a possibilidade de que Mânlia Escantila tenha encorajado o marido a assumir a posição de imperador, e, que, portanto, ela e Dídia Clara tenham recebido com entusiasmo o título.
Dídia Clara era conhecida como uma das mulheres mais belas de Roma, aparentemente ao contrário de sua mãe. Quando era jovem, ela esteve noiva de um primo paterno, no entanto, acabou se casando com Cornélio Repentino, durante o reinado de Pertinax, que reinou antes do pai dela. Cornélio serviu como Prefeito urbano de Roma durante o breve reinado do sogro, começando no dia 23 de março de 193. O prefeito anterior havia sido o próprio Pertinax que deixou o cargo vago após se tornar imperador, e por sua vez, Dídio Juliano depôs Sulpiciano (que foi um oponente de Dídio Juliano no leilão promovido pela guarda pretoriana), que havia sucedido Pertinax no posto, e nomeou o próprio genro no lugar dele. Tendo sido nomeado prefeito de Roma, talvez Dídio Juliano  considerasse Cornélio como seu sucessor no futuro.
Após a morte de Dídio Juliano assassinado por um soldado em junho de 193, o sucessor dele, Septímio Severo, removeu o título de Augusta de Dídia Clara. Ele também tirou dela a herança que havia sido deixada pelo pai, que nomeou a filha como sua beneficiária no testamento.Um mês depois, a mãe dela, Mânlia Escantila, seguiu o marido na morte. Dídia Clara sobreviveu, porém, seu destino é desconhecido.

## Galeria

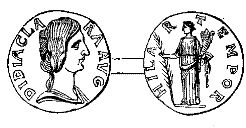
Xilogravura da moeda com a imagem de Dídia Clara, retirada da obra A Dictionary of Roman Coins, Republican and Imperial (1889).
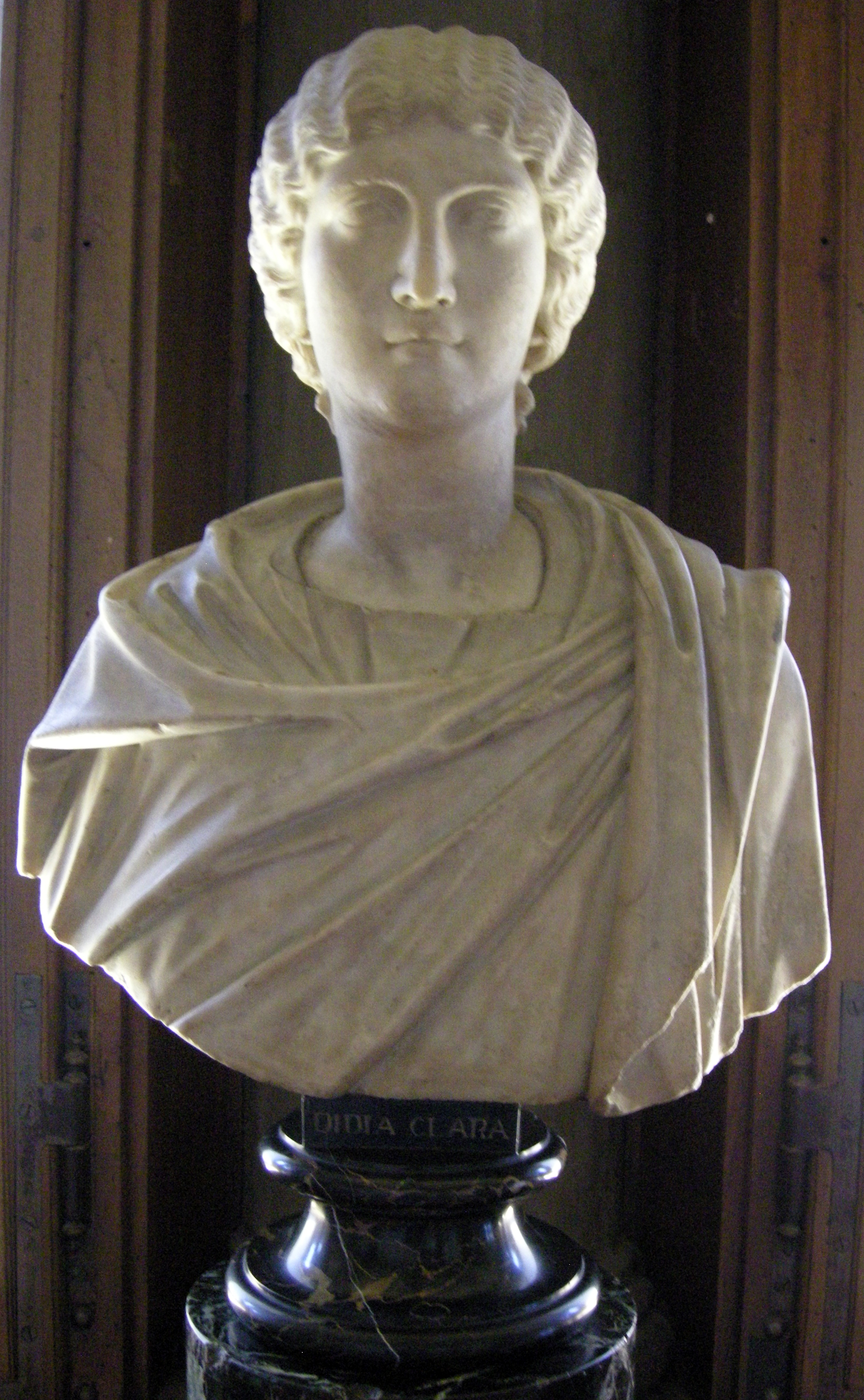
Busto de Dídia Clara na Galleria degli Uffizi, em Florença;
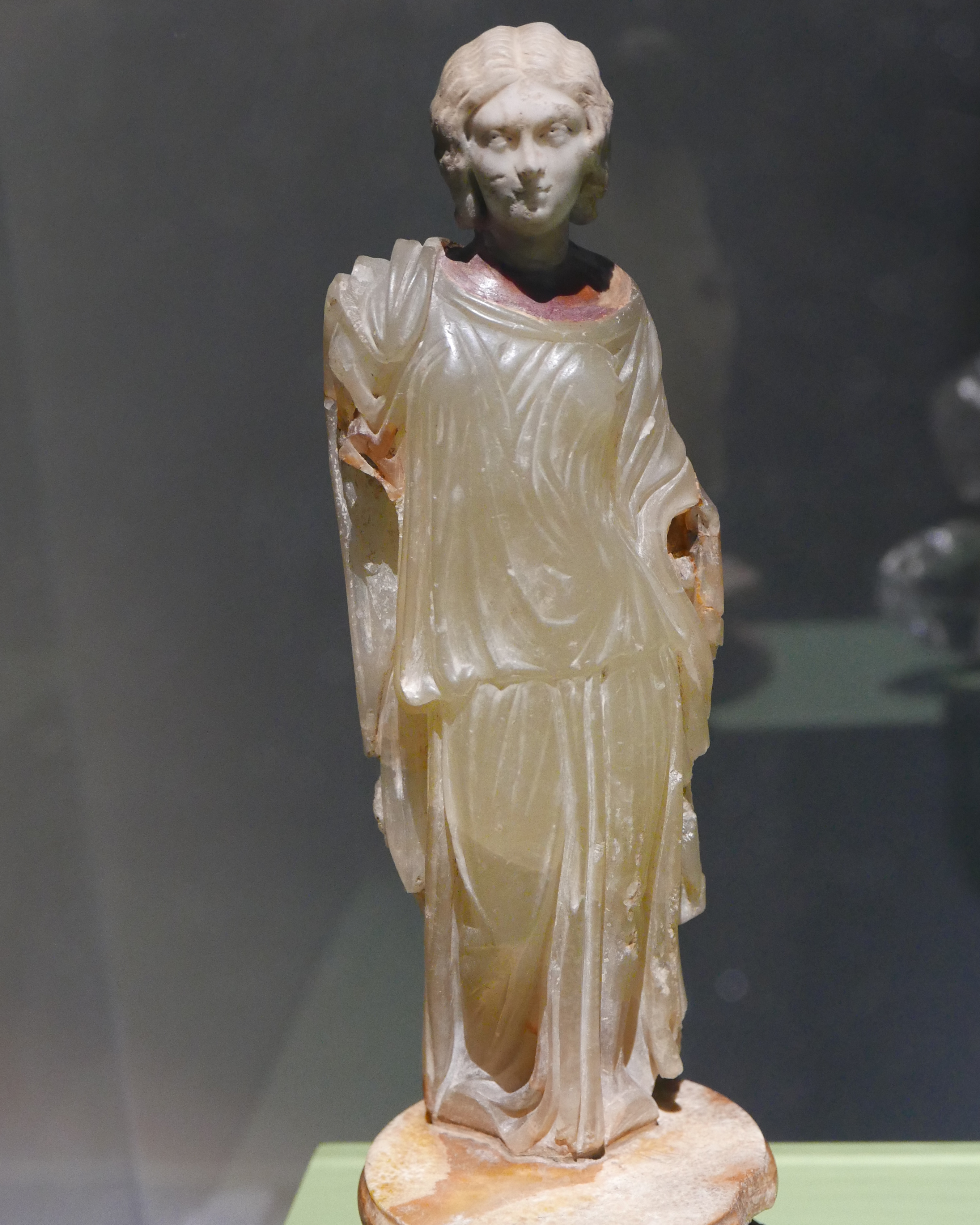
Estátua que ficou em exposição no Museu da Romanidade (Musée de la Romanité) em Nîmes, de maio a setembro de 2021.
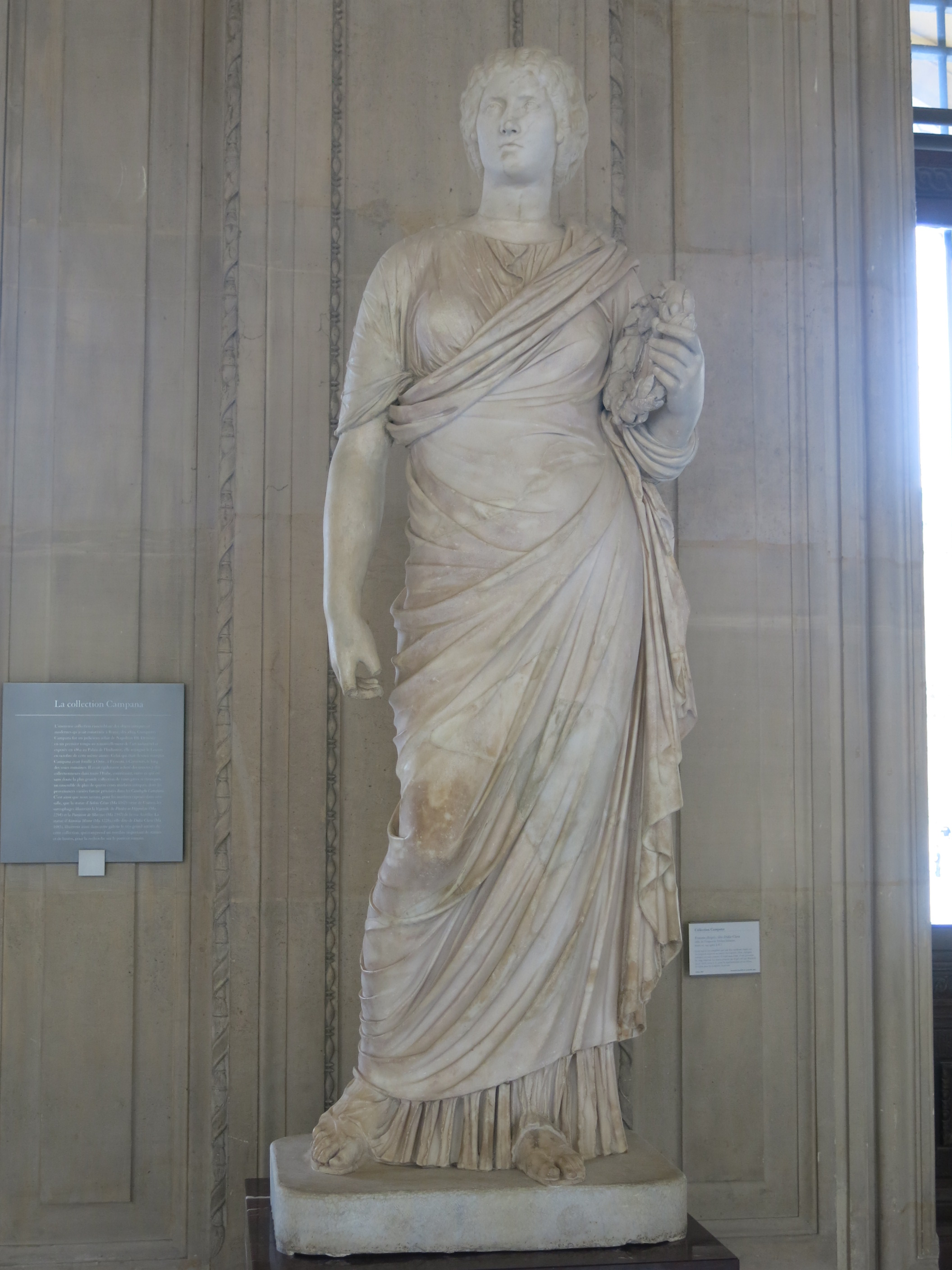
Estátua atribuída à Dídia Clara no Museu do Louvre, em Paris.